# Juanjo Díaz de Guereñu
Juan José Díaz de Guereñu Esquivel (Escoriaza, Guipúzcoa, 15 de junio de 1961), conocido deportivamente como Juanjo, es un futbolista español que hasta su retirada a mediados de los noventa, ejerció en la demarcación de defensa central. Su club de debut como profesional -temporada 81/82- fue el Deportivo Alavés, que por entonces militaba Segunda División. En su segunda temporada el club pierde la categoría, y tras dos temporadas en Segunda B con el club vitoriano, el Real Murcia lo incorpora a una plantilla llamada una vez más a luchar por el ascenso a Primera División. Esa misma temporada 85/86 el equipo grana se proclama campeón de la división de plata. Juanjo juega 24 partidos, y anota 3 tantos. Y así Juanjo se convierte en una pieza clave del Murcia que milita durante tres temporadas consecutivas en la máxima categoría del fútbol español, en la que es la época más brillante de la historia del cuadro de la capital del Segura. En la temporada 88/89, y tras finalizar 19.º el Real Murcia desciende a Segunda División. Y aunque en la temporada 90/91 está a punto de regresar a la máxima categoría bajo el mando de Felipe Mesones, el cuadro pimentonero sufre una dramática derrota en Riazor ante el Deportivo de la Coruña en la última jornada del campeonato, siendo superado por el propio cuadro gallego y por el Albacete Balompié e iniciando el club una de las etapas más oscuras de su historia. Sin embargo Juanjo no abandonaría el club ni tras el descenso administrativo a Segunda B el año siguiente, ni tras un segundo descenso a Segunda B dos temporadas más tarde, esta vez en los terrenos de juego. Ello deja clara su fidelidad al club de su vida. Lamentablemente el punto final de la carrera de Juanjo, al finalizar la temporada 94/95, es un momento amargo. En la última jornada el club sufre el primer descenso a Tercera División de su historia, y la rodilla de Juanjo le obliga a poner fin a su carrera como futbolista.
Tras Pepe Vidaña, Juanma Valero y Richi es el jugador que en más ocasiones ha vestido la elástica grana en Liga y en partidos oficiales. Actualmente sigue residiendo en Murcia, y colabora activamente con diversos medios de comunicación en el análisis de la actualidad del cuadro pimentonero. Cabe destacar su presencia semanal en la tertulia El Escorpión de Canal 8 Murcia, cada lunes a las 23:00h.

## Clubes
| Club        | País   | Temporada | División  | Puesto                                  |
| ----------- | ------ | --------- | --------- | --------------------------------------- |
| Alavés      | España | 1981–1982 | Segunda   | 17º                                     |
| Alavés      | España | 1982–1983 | Segunda   | 17º                                     |
| Alavés      | España | 1983–1984 | Segunda B | 3º                                      |
| Alavés      | España | 1984–1985 | Segunda B | 3º                                      |
| Real Murcia | España | 1985–1986 | Segunda   | 1º                                      |
| Real Murcia | España | 1986–1987 | Primera   | 11º                                     |
| Real Murcia | España | 1987–1988 | Primera   | 17º                                     |
| Real Murcia | España | 1988–1989 | Primera   | 19º                                     |
| Real Murcia | España | 1989–1990 | Segunda   | 9º                                      |
| Real Murcia | España | 1990–1991 | Segunda   | 3º                                      |
| Real Murcia | España | 1991–1992 | Segunda   | 11º (descenso al no convertirse en SAD) |
| Real Murcia | España | 1992–1993 | Segunda B | 1º                                      |
| Real Murcia | España | 1993–1994 | Segunda   | 18º                                     |
| Real Murcia | España | 1994–1995 | Segunda B | 17º                                     |